# Теодор Ґартнер
Теодор Ґартнер також Федір Ґартнер (нім. Theodor Gartner; 4 листопада 1843, Відень — 29 квітня 1925, Інсбрук) — австро-угорський мовознавець німецького походженням. Разом зі Степаном Смаль-Стоцьким написав підручник «Руська граматика» (1893), який витримав 4 видання і був головним підручником з українського правопису та граматики в середніх школах Галичини і Буковини аж до 1928 року та прийняття скрипнівки.

## Життєпис
Закінчив Віденський університет, учителював у школах Угорщини.
У 1885 році Теодор Ґартнер прибув до Чернівецького університету як професор романської філології. Студіював румунську і французьку мови. Живучи серед українців, зацікавився їхньою мовою. Увагу професора привертали передусім фонетика, лексика, граматика.
Його вчителем української мови став керівник кафедри української мови і письменства Степан Смаль-Стоцький. Вивчаючи мову за тодішніми підручниками, обоє виявили в них певні непослідовністі і суперечності. Тоді вчені вирішили написати власний підручник. Разом зі Смаль-Стоцьким написав підручник для середніх шкіл «Руська граматика» (Чернівці, 1893), яка витримала чотири видання й аж до 1928 року слугувала підручником з української мови в середніх школах Галичини і Буковини.
Брав участь в упорядкуванні правопису Руської граматики 1893 року в Західній Україні за фонетичним принципом.
На основі його зі Степаном Смаль-Стоцьким правопису було створено Український правопис 1904 року, прийнятий секциєю Наукового Товариства імени Тараса Шевченка у Львові.. Також разом зі Смаль-Стоцьким видав у Відні академічну працю «Граматика рутенської (української) мови» (нім. Grammatik der Ruthenischen (Ukrainischen) Srache von Stepan Smal-Stockyj und Theodor Gartner, 1913).
Від 1899 року — професор французької мови Чернівецького університету, а потім — Інсбруцького університету.